# Ernst von Benckendorff
Pour les articles homonymes, voir Benckendorff.
Ernst von Benckendorff (ou Ernest de Benkendorf ; 1711 - Ansbach, 1801) est un général de cavalerie.

## Biographie
Germanophone issu d'une famille allemande de la Baltique et sujet de l'Empire russe, il servit avec distinction dans l'armée de l'électeur de Saxe, allié de Marie-Thérèse, pendant la guerre de Sept Ans ; il décida le gain de la bataille de Kolin contre Frédéric le Grand (1757) et une part glorieuse à la prise de Schweidnitz et à l'affaire de Breslau.

## Source
Cet article comprend des extraits du Dictionnaire Bouillet. Il est possible de supprimer cette indication, si le texte reflète le savoir actuel sur ce thème, si les sources sont citées, s'il satisfait aux exigences linguistiques actuelles et s'il ne contient pas de propos qui vont à l'encontre des règles de neutralité de Wikipédia.